# Craspedotis
Craspedotis is een geslacht van vlinders van de familie tastermotten (Gelechiidae).

## Soorten
- C. diasticha Turner, 1919
- C. pragmatica Meyrick, 1904
- C. soloeca Meyrick, 1904
- C. thinodes Meyrick, 1904